# Everton Football Club 1998-1999
Questa voce raccoglie le informazioni riguardanti il Everton Football Club nelle competizioni ufficiali della stagione 1998-1999.

## Maglie e sponsor
Lo sponsor tecnico per la stagione 1998-1999 è Umbro, mentre lo sponsor ufficiale è One 2 One.

## Organigramma societario
Area direttiva
- Presidente: Peter Johnson poi Philip Carter

Area tecnica
- Allenatore: Walter Smith[2]
- Allenatore in seconda: Adrian Heath[2]
- Allenatore dei portieri: Chris Woods[2]

## Rosa
| N. |                        | Ruolo | Calciatore      |  |
| -- | ---------------------- | ----- | --------------- |  |
| 1  | Norvegia (bandiera)    | P     | Thomas Myhre    |  |
| 2  | Scozia (bandiera)      | D     | Alec Cleland    |  |
| 3  | Inghilterra (bandiera) | D     | Michael Ball    |  |
| 4  | Francia (bandiera)     | C     | Olivier Dacourt |  |
| 5  | Inghilterra (bandiera) | D     | Dave Watson     |  |
| 6  | Inghilterra (bandiera) | D     | David Unsworth  |  |
| 7  | Scozia (bandiera)      | C     | John Collins    |  |
| 8  | Inghilterra (bandiera) | A     | Nick Barmby     |  |
| 9  | Inghilterra (bandiera) | A     | Kevin Campbell  |  |
| 10 | Scozia (bandiera)      | C     | Don Hutchison   |  |
| 11 | Scozia (bandiera)      | C     | Scot Gemmill    |  |
| 12 | Inghilterra (bandiera) | D     | Craig Short     |  |
| 13 | Inghilterra (bandiera) | P     | Paul Gerrard    |  |
| 14 | Inghilterra (bandiera) | C     | Tony Grant      |  |
| 15 | Italia (bandiera)      | D     | Marco Materazzi |  |
| 16 | Inghilterra (bandiera) | A     | Michael Branch  |  |

| N. |                           | Ruolo | Calciatore        |  |
| -- | ------------------------- | ----- | ----------------- |  |
| 17 | Irlanda (bandiera)        | C     | Gareth Farrelly   |  |
| 18 | Scozia (bandiera)         | D     | David Weir        |  |
| 19 | Galles (bandiera)         | C     | John Oster        |  |
| 21 | Inghilterra (bandiera)    | C     | Mitch Ward        |  |
| 22 | Danimarca (bandiera)      | C     | Peter Degn        |  |
| 26 | Costa d'Avorio (bandiera) | A     | Ibrahima Bakayoko |  |
| 27 | Irlanda (bandiera)        | D     | Richard Dunne     |  |
| 28 | Croazia (bandiera)        | D     | Slaven Bilić      |  |
| 29 | Inghilterra (bandiera)    | A     | Danny Cadamarteri |  |
| 30 | Inghilterra (bandiera)    | A     | Phil Jevons       |  |
| 32 | Inghilterra (bandiera)    | D     | John O'Kane       |  |
| 33 | Inghilterra (bandiera)    | C     | Joe Parkinson     |  |
| 34 | Inghilterra (bandiera)    | A     | Francis Jeffers   |  |
| 36 | Inghilterra (bandiera)    | C     | Jamie Milligan    |  |
| 37 | Inghilterra (bandiera)    | D     | Adam Farley       |  |

### Ceduti a stagione in corso
| N. |                        | Ruolo | Calciatore      |
| -- | ---------------------- | ----- | --------------- |
| 9  | Scozia (bandiera)      | A     | Duncan Ferguson |
| 11 | Scozia (bandiera)      | A     | John Spencer    |
| 18 | Francia (bandiera)     | A     | Mickaël Madar   |
| 20 | Inghilterra (bandiera) | D     | Tony Thomas     |

| N. |                        | Ruolo | Calciatore   |
| -- | ---------------------- | ----- | ------------ |
| 22 | Inghilterra (bandiera) | C     | Gavin McCann |
| 23 | Inghilterra (bandiera) | D     | Carl Tiler   |
| 26 | Inghilterra (bandiera) | D     | Graham Allen |